# え!?絵が下手なのに漫画家に?
『え!?絵が下手なのに漫画家に?』（え!?えがへたなのにまんがかに?）は、施川ユウキによる日本のギャグエッセイ漫画作品。および、同作品を含めた施川によるエッセイ漫画等により構成された単行本で、デビュー前の施川が漫画家業に興味を持ち、作品を投稿しデビューするまでを描く。掲載ページ数は毎回4ページ。
作品については、『週刊少年チャンピオン』（秋田書店、毎週木曜日発売）にて2009年48号（2009年10月29日発売）から51号（11月19日発売）まで全4回連載された。なお2009年52号（2009年11月26日発売）に番外編として第5回目が掲載された。
単行本については、同作品を表題作とし、その他『全部ホンネの笑える話』で連載していた『今にして思えば。』、『Eleganceイブ』で連載していた『あたかもコイバナの如く』などを収録し施川ユウキ画業10周年記念として刊行された。下記参照。

## 書誌情報
- 施川ユウキ 『え!?絵が下手なのに漫画家に?』 秋田書店〈ヤングチャンピオン ISBN 978-4-253-14619-7

### 未収録
第1回目の1ページ目と第5回目は単行本未収録。なお前者は施川のブログ（2009年11月21日「試し読み「え！？絵が下手なのに漫画家に？」」）にて再録されている。